# Gran Premio de Austria de Motociclismo de 1985
El Gran Premio de Austria de Motociclismo de 1985 fue la quinta prueba de la temporada 1985 del Campeonato Mundial de Motociclismo. El Gran Premio se disputó el 2 de junio de 1985 en el circuito de Salzburgring.

## Resultados 500cc
La categoría reina fue suspendida en dos mangas a causa de la lluvia y tuvo que suspenderse en el ecuador por lo que el resultado fue final fue la suma de los tiempos. El vencedor fue el estadounidense Freddie Spencer, que partía de la pole position, por delante de su compatriota Eddie Lawson y el francés Christian Sarron.
Estos tres pilotos, y en este orden, ocupan las tres primeras posiciones de la clasificación general.
| Pos.     | Piloto              | Equipo     | Tiempo    | Pts. |
| -------- | ------------------- | ---------- | --------- | ---- |
| 1        | Freddie Spencer     | Honda      | 40.40.48  | 15   |
| 2        | Eddie Lawson        | Yamaha     | 40.40.51  | 12   |
| 3        | Christian Sarron    | Yamaha     | 41.14.84  | 10   |
| 4        | Randy Mamola        | Honda      | 41.27.01  | 8    |
| 5        | Robert McElnea      | Suzuki     | 42.02.32  | 6    |
| 6        | Didier de Radiguès  | Honda      | 42.05.76  | 5    |
| 7        | Mike Baldwin        | Honda      | 42.21.14  | 4    |
| 8        | Boet van Dulmen     | Honda      | 42.21.23  | 3    |
| 9        | Tadahiko Taira      | Yamaha     | 42.22.34  | 2    |
| 10       | Raymond Roche       | Yamaha     | 42.34.42  | 1    |
| 11       | Eero Hyvärinen      | Honda      | 42.35.08  |      |
| 12       | Gustav Reiner       | Honda      | 42.35.76  |      |
| 13       | Franco Uncini       | Suzuki     | 42.51.42  |      |
| 14       | Takazumi Katayama   | Honda      | 1 Vuelta  |      |
| 15       | Wayne Gardner       | Honda      | 1 Vuelta  |      |
| 16       | Ron Haslam          | Honda      | 1 Vuelta  |      |
| 17       | Wolfgang von Muralt | Suzuki     | 1 Vuelta  |      |
| 18       | Karl Truchsess      | Honda      | 1 Vuelta  |      |
| 19       | Christian Le Liard  | Chevallier | 1 Vuelta  |      |
| 20       | Dave Petersen       | Honda      | 1 Vuelta  |      |
| 21       | Manfred Fischer     | Honda      | 1 Vuelta  |      |
| 22       | Paul Iddon          | Suzuki     | 2 Vueltas |      |
| 23       | Keith Huewen        | Honda      | 2 Vueltas |      |
| 24       | Rob Punt            | Suzuki     | 2 Vueltas |      |
| 25       | Marco Gentile       | Yamaha     | 2 Vueltas |      |
| 26       | Josef Doppler       | Suzuki     | 2 Vueltas |      |
| 27       | Simon Buckmaster    | Suzuki     | 2 Vueltas |      |
| 28       | Gary Lingham        | Suzuki     | 3 Vueltas |      |
| Ret      | Henk van der Mark   | Honda      | Ret       |      |
| Ret      | Georg Jung          | Suzuki     | Ret       |      |
| Ret      | Fabio Biliotti      | Honda      | Ret       |      |
| Ret      | Sito Pons           | Suzuki     | Ret       |      |
| Ret      | Josef Ragginger     | Suzuki     | Ret       |      |
| Ret      | Massimo Broccoli    | Suzuki     | Ret       |      |
| Ret      | Thierry Espié       | Chevallier | Ret       |      |
| Sources: |                     |            |           |      |

## Resultados 250cc
También en esta categoría, el estadounidense Freddie Spencer, que salía desde la pole position, obtuvo la victoria con facilidad. Detrás de él, llegaron el alemán Anton Mang y el italiano Fausto Ricci. En la general, Spencer sigue líder por delante de los alemanes Mang y Martin Wimmer.
| Pos. | Piloto                 | Moto       | Tiempo   | Pts. |
| ---- | ---------------------- | ---------- | -------- | ---- |
| 1    | Freddie Spencer        | Honda      | 35.19.89 | 15   |
| 2    | Anton Mang             | Honda      | 35.21.47 | 12   |
| 3    | Fausto Ricci           | Honda      | 35.32.87 | 10   |
| 4    | Martin Wimmer          | Yamaha     | 35.33.99 | 8    |
| 5    | Loris Reggiani         | Aprilia    | 35.34.99 | 6    |
| 6    | Hans Lindner           | Rotax      | 35.35.25 | 5    |
| 7    | Juan Garriga           | Rotax      | 35.35.49 | 4    |
| 8    | Pierre Bolle           | Parisienne | 35.36.05 | 3    |
| 9    | Carlos Lavado          | Yamaha     | 35.36.30 | 2    |
| 10   | Siegfried Minich       | Yamaha     | 35.37.37 | 1    |
| 11   | August Auinger         | Bartol     | 35.52.06 |      |
| 12   | Thierry Rapicault      | Yamaha     | 35.52.34 |      |
| 13   | Jacques Cornu          | Honda      | 35.53.41 |      |
| 14   | Niall Mackenzie        | Armstrong  | 35.53.65 |      |
| 15   | Maurizio Vitali        | Garelli    | 35.53.97 |      |
| 16   | Roland Freymond        | Yamaha     | 35.58.12 |      |
| 17   | Alan Carter            | Honda      | 35.58.49 |      |
| 18   | Dominique Sarron       | Honda      | 35.58.95 |      |
| 19   | Donnie McLeod          | Armstrong  | 35.59.14 |      |
| 20   | Michel Galbit          | Yamaha     | 36.05.77 |      |
| 21   | Karl-Thomas Grässel    | Honda      | 36.06.07 |      |
| 22   | Josef Hutter           | Bartol     | 36.08.77 |      |
| 23   | Patrick Fernandez      | Cobas      | 36.11.17 |      |
| 24   | Hans Becker            | Yamaha     | 36.11.45 |      |
| 25   | Thomas Bacher          | Rotax      | 36.42.37 |      |
| 26   | Erich Klein            | Rotax      | 1 Vuelta |      |
| Ret  | Carlos Cardús          | Cobas      | Ret      |      |
| Ret  | René Delaby            | Rotax      | Ret      |      |
| Ret  | Edwin Weibel           | Yamaha     | Ret      |      |
| Ret  | Jean-Louis Guignabodet | Rotax      | Ret      |      |
| Ret  | Antonio Garcia         | Cobas      | Ret      |      |
| Ret  | Andy Watts             | EMC        | Ret      |      |
| Ret  | Antonio Neto           | Cobas      | Ret      |      |
| Ret  | Harald Eckl            | Yamaha     | Ret      |      |
| DNS  | Reinhold Roth          | Yamaha     | DNS      |      |
| DNS  | Mario Rademeyer        | Yamaha     | DNS      |      |
| DNQ  | Stefan Klabacher       | Rotax      | DNQ      |      |
| DNQ  | Herbert Besendörfer    | Yamaha     | DNQ      |      |
| DNQ  | Jean-Michel Mattioli   | Yamaha     | DNQ      |      |
| DNQ  | Iván Palazzese         | Yamaha     | DNQ      |      |
| DNQ  | Geoff Fowler           | Arbizu     | DNQ      |      |
| DNQ  | Jean-Luc Guillemet     | Yamaha     | DNQ      |      |
| DNQ  | Silvo Habat            | Yamaha     | DNQ      |      |
| DNQ  | Vincenzo Cascino       | Cobas      | DNQ      |      |
| DNQ  | Hubert Abold           | Honda      | DNQ      |      |
| DNQ  | Manfred Obinger        | Yamaha     | DNQ      |      |

## Resultados 125cc
En el octavo de litro, primera victoria de la temporada para el italiano Fausto Gresini. El austríaco August Auinger y el también italiano Ezio Gianola, que acabaron literalmente a codazos, fueron segundo y tercero respectivamente.
La clasificación general sigue liderada por el italiano Pier Paolo Bianchi que sigue por delante de Gresini y Gianola
| Pos. | Piloto                 | Moto    | Tiempo   | Pts. |
| ---- | ---------------------- | ------- | -------- | ---- |
| 1    | Fausto Gresini         | Garelli | 34.24.79 | 15   |
| 2    | August Auinger         | MBA     | 34.25.05 | 12   |
| 3    | Ezio Gianola           | Garelli | 34.25.74 | 10   |
| 4    | Pier Paolo Bianchi     | MBA     | 35.06.60 | 8    |
| 5    | Bruno Kneubühler       | MBA     | 35.16.63 | 6    |
| 6    | Olivier Liégeois       | MBA     | 35.19.03 | 5    |
| 7    | Lucio Pietroniro       | MBA     | 35.19.73 | 4    |
| 8    | Håkan Olsson           | MBA     | 35.19.93 | 3    |
| 9    | Alfred Waibel          | MBA     | 35.20.20 | 2    |
| 10   | Jean-Claude Selini     | MBA     | 35.30.17 | 1    |
| 11   | Domenico Brigaglia     | MBA     | 35.30.17 |      |
| 12   | Willy Pérez            | MBA     | 35.39.53 |      |
| 13   | Jacky Hutteau          | MBA     | 35.39.53 |      |
| 14   | Anton Straver          | MBA     | 35.40.10 |      |
| 15   | Andrés Sánchez         | MBA     | 35.40.38 |      |
| 16   | Johnny Wickström       | MBA     | 35.42.05 |      |
| 17   | Karl Dauer             | MBA     | 35.48.01 |      |
| 18   | Mike Leitner           | MBA     | 35.52.43 |      |
| 19   | Thomas Møller-Pedersen | MBA     | 1 Vuelta |      |
| 20   | Norbert Peschke        | MBA     | 1 Vuelta |      |
| 21   | Helmut Lichtenberg     | MBA     | 1 Vuelta |      |
| 22   | Willy Hupperich        | MBA     | 1 Vuelta |      |
| 23   | Boy van Erp            | MBA     | 1 Vuelta |      |
| 24   | Adolf Stadler          | MBA     | 1 Vuelta |      |
| 25   | Beat Sidler            | MBA     | 1 Vuelta |      |
| 26   | Peter Baláž            | MBA     | 1 Vuelta |      |
| 27   | Wilhelm Lücke          | MBA     | 1 Vuelta |      |
| 28   | Jussi Hautaniemi       | MBA     | 1 Vuelta |      |
| 29   | Robert Hmeljak         | MBA     | 1 Vuelta |      |
| 30   | Luca Cadalora          | MBA     | 1 Vuelta |      |
| Ret  | Fabio Meozzi           | MBA     | Ret      |      |
| Ret  | Thierry Feuz           | MBA     | Ret      |      |
| Ret  | Giuseppe Ascareggi     | MBA     | Ret      |      |
| Ret  | Alex Bedford           | MBA     | Ret      |      |
| Ret  | Robin Appleyard        | MBA     | Ret      |      |
| DNS  | Ton Spek               | MBA     | DNS      |      |
| DNQ  | Josef Bader            | MBA     | DNQ      |      |
| DNQ  | Werner Schmied         | Rotax   | DNQ      |      |
| DNQ  | Alfons Breu            | MBA     | DNQ      |      |
| DNQ  | Fernando Gonzalez      | MBA     | DNQ      |      |
| DNQ  | Hans Pristavnik        | MBA     | DNQ      |      |